# Synolabus nigripes
Synolabus nigripes là một loài bọ cánh cứng trong họ Attelabidae. Loài này được LeConte miêu tả khoa học năm 1824.